# Téléphone à ficelle

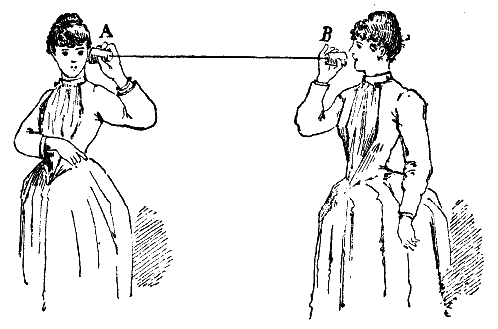
Un modèle de téléphone à ficelle du XIX.

Le téléphone à ficelle ou yaourtophone est un dispositif de téléphonie acoustique (ne reposant pas sur un système électrique) fait de deux boites de conserve, gobelets en carton ou objets de forme similaire reliés par un fil.

## Histoire
Avant l'invention du téléphone électromagnétique, des dispositifs permettent la transmission de la voix sur une plus grande distance que la portée d'une voix ordinaire. Ainsi, Robert Hooke réalise des expérimentations sur la transmission de sons à travers différents matériaux entre 1664 et 1685. De 1664 à 1665, il transmet des sons à l'aide de fils tendus. L'invention d'un téléphone à ficelle lui est attribuée dès 1667.
il est constitué d'une boite en métal ou conserve avec un fil accroché dans un trou a l'intérieur de la boite.
Au XIXe siècle, les téléphones acoustiques, dont les téléphones à ficelle ont concurrencé pendant une courte période le téléphone électrique, car ils ne portaient pas atteinte aux brevets d'Alexander Graham Bell. Entre 1893 et 1894, les brevets de Bell expirent, entraînant le déclin de la téléphonie acoustique.